# Jarosław (województwo dolnośląskie)
Jarosław (niem. Jerschendorf) – wieś rolnicza w Polsce położona w województwie dolnośląskim, w powiecie średzkim, w gminie Udanin, w pobliżu autostrady A4. Uprawiane są tu zboża i hodowane jest bydło.

## Historia
Najstarszym zachowanym zapisem nazwy wsi jest Luzoboc z 1202 r., który występuje ponownie jako Lusoboc w 1260 r., co wskazuje na nazwę topograficzną „Łysobok” – zbocze gołe i niezalesione. Równolegle pojawiają się formy Jarozlaw (rok 1218) i Yeseritz (rok 1318), a także niemiecka Jerslendorff (rok 1218), które okazuje się najbardziej trwała i w różnych formach (Jerschendorf rok 1345, Jerlandsdorff rok 1543, Jascchendorff rok 1666, Jaerschendorf rok 1795) przetrwała w użyciu do 1945 r. Powojenną nazwę polską ustalono w oparciu o średniowieczne zapisy łacińskie i niemieckie; imię Jarosław poświadczone jest na Śląsku od XIII wieku.

## Podział administracyjny
9 lutego 1945 wieś została zajęta przez wojska radzieckie. W wyniku przegranej przez Niemcy II wojny światowej miejscowość włączono do Polski. W latach 1975–1998 miejscowość administracyjnie należała do województwa legnickiego.

## Zabytki
- kościół filialny pw. Matki Bożej Częstochowskiej, wzniesiony około 1500 r., przebudowany około 1710 r. gotycko-barokowy, Budowla jednonawowa, z węższym prezbiterium, murowana, tynkowana. Nawa główna nakryta dachem dwuspadowym, kryta dachówką, szczyt zachodni schodkowy, ozdobiony krenelażem. Na dachu ośmioboczna wieża, nakryta dachem cebulastym z glorietą, zwieńczona krzyżem, ustawionym na kuli. Od strony południowej i północnej wieży zegar. Okna nawy prostokątne Prezbiterium niższe, nakryte dachem trzyspadowym, kryty dachówką. Okna prezbiterium zamknięte łukiem odcinkowym. Od strony północno-wschodniej dobudowany jest budynek zakrystii, częściowo od strony zachodniej nakryty dachem pulpitowym, łączącym się z dachem prezbiterium, w części wschodniej dach dwuspadowy, kryty dachówką. Drzwi umieszczone we wnęce zamkniętej łukiem pełnym. Od strony południowej kruchta, nakryta dachem dwuspadowym, kryta dachówką. Szczyt ppołudniowy ujęty w woluty, zakończony półkolistym naczółkiem, podzielony horyzontalnie gzymsami. Drzwi prostokątne. Świątynia posiada gzyms podokapowy. We wnętrzu empory i portal wykonany z granitu, późny gotyk XV-XVI w. Do wyposażenia wnętrza należy: ołtarz główny drewno polichromowane, barok XVIII w., obraz z ramą Ukrzyżowanie, olej deska, barok, XVIII w. Kropielnica, kamień, kruchta południowa, drzwi, blacha żelazna przełom XVII/XVIII w., krzyż procesyjny, drewno, polichromia, barok ludowy, XVIII w. Żyrandol, mosiądz, szkło, barok, XVIII w. (fot. 1530, 1424, 1631)
- cmentarz przykościelny
- zespół pałacowy i folwarczny, z drugiej połowy XIX w. – początek XX w.:
  - pałac, wzniesiony na początku XX w., murowany, tynkowany, jednopiętrowy, wysoko podpiwniczony, posadowiony na ceglany cokole, posiada gzyms cokołowy, podokienny i podokapowy. Okna prostokątne ujęte w obramowania. Nakryty dachem czterospadowym z powiekami, kryty dachówką. Na osi południowej ryzalit zakończony półkolistym naczółkiem w nim trzy kwadratowe małe okna. Przed ryzalitem drewniana weranda, nakryta dachem trzyspadowym. Okna w niej prostokątne. Do wejścia prowadzą schody ujęte w murowaną balustradę. We wnętrzu na parterze zachowana stara stolarka drzwi i schodów. Od strony wschodniej dobudowana jest druga weranda, nakryta dachem trzyspadowym, okna prostokątne obecnie zabezpieczone deskami. Od strony północnej taras ze schodami jednobiegowymi prowadzącymi do parku
  - park
  - folwark:
    - dom mieszkalny nr 2
    - dom mieszkalny nr 4
    - dom mieszkalny nr 5
    - dwie stodoły
    - stajnia (obora)
    - budynek gospodarczy – warsztat
    - kuźnia
    - wozownia